# آزمون رگرسیون

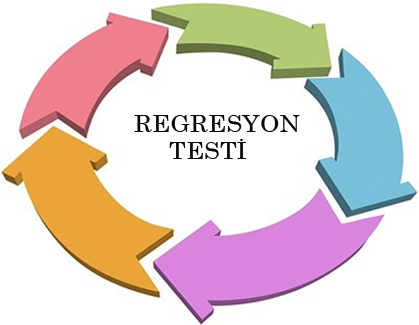
آزمون رگرسیون

آزمون رگرسیون (به انگلیسی: Regression testing) نوعی روش برای آزمون نرم‌افزار است که هدف از آن پیدا کردن اشکالات نرم‌افزاری جدید یا رگرسیون‌ها در نواحی مشغول به کار و همینطور نواحی غیر فعال سیستم، پس از اعمال کردن تغییراتی نظیر بهینه‌سازی، اعمال وصله، ایجاد تغییر در پیکربندی نرم‌افزار و ... است. مقصود از آزمون رگرسیون این است که این اطمینان حاصل شود که تغییرات جدید مانند تغییرات ذکر شده، باعث ایجاد نقص و خطای جدیدی در نرم‌افزار نخواهد شد. یکی از اصلی‌ترین دلایل برای انجام آزمون رگرسیون این است که مشخص شود آیا ایجاد یک تغییر در یکی از قسمت‌های سیستم، دیگر قسمت‌های سیستم را هم تحت تأثیر قرار می‌دهد یا خیر. از جمله روش‌های معمول برای انجام آزمون رگرسیون این است که آزمایش‌هایی که قبل از اعمال کردن تغییرات جدید به‌خوبی و با موفقیت بر روی نرم‌افزار انجام می‌شدند، مجدداً پس از اعمال کردن تغییرات جدید هم بر روی نرم‌افزار اعمال شوند و بررسی شود که آیا رفتار برنامه پس از اعمال تغییرات جدید تغییر کرده و همینطور معلوم شود که آیا نواقص از قبل برطرف شده مجدداً پدیدار شده‌اند یا خیر. 